# De karabijn
De karabijn is een Nederlandstalige jeugdroman, geschreven door Paul Biegel en uitgegeven in 1995 bij Uitgeverij Holland in Haarlem. Het boek is gericht op kinderen van 6 tot 9 jaar.

## Inhoud
Als Jeroentje drie jaar is breekt de Tweede Wereldoorlog uit. Hoewel hij er aanvankelijk niets van merkt wordt hij enkele jaren later furieus als de Duitse bezetter zijn vader arresteert. In zijn woede besluit hij met de karabijn van zijn vader alle Duitse soldaten van het leven te beroven. Het is echter nog een behoorlijk karwei om de karabijn te vinden.